# 익산 미륵사지 당간지주
익산 미륵사지 당간지주(益山 彌勒寺址 幢竿支柱)는 대한민국 전북특별자치도 익산시 금마면 미륵사 절터에 있는 남북국 시대 신라의 화강석 당간지주이다. 1963년 1월 21일 대한민국의 보물 제236호로 지정되었다.
높이는 약 3.95미터이다. 현재 원위치에는 지주만이 약 90센티미터의 간격을 두고 동서로 마주보고 있다. 비교적 잘 보전되어 있으며, 별다른 장식이 없어서 오히려 단아한 느낌을 풍긴다.

## 개요
당간지주는 사찰 입구에 세워두는 것으로, 절에서는 행사나 의식이 있을 때 당이라는 깃발을 달아두는데, 깃발을 걸어두는 길쭉한 장대를 당간이라 하며, 당간을 양쪽에서 지탱해 주는 두 돌기둥을 당간지주라 한다. 미륵사터의 남쪽에는 2기의 지주가 약 90여 미터의 간격을 두고 서 있는데, 크기와 양식, 조성수법이 같아 같은 시기에 세워진 것으로 본다.
지주를 받치는 기단부(基壇部)는 완전히 파괴되어 대부분이 땅속에 묻혀있는 상태이며, 약간만이 드러나서 그 원모습을 짐작하게 한다. 지주는 원래 모습 그대로 보존되어 있는데, 마주보는 면에는 특별한 장식이 없다. 바깥쪽 면에는 가장자리를 따라 띠를 돌린 후, 그 중앙에 한 줄의 띠를 새겨두었다. 당간을 흔들리지 않게 고정시키기 위해 지주의 안쪽 면에 3개의 구멍을 각각 뚫어놓았는데, 맨 위의 것만 직사각형 모양이고 나머지는 둥글다.
대체적으로 장식이 적으며, 단정한 형태를 보이는 이 두 지주는 통일신라 중기 이후에 만들어진 것으로 짐작된다. 이 곳의 당간지주와 거의 같은 모양의 예로는 영주 숙수사지 당간지주(보물 제59호)와 영주 부석사 당간지주(보물 제255호) 등이 있다.

## 같이 보기
- 미륵사

## 참고자료
- 익산 미륵사지 당간지주 - 국가유산청 국가유산포털
- 이 문서에는 다음커뮤니케이션(현 카카오)에서 GFDL 또는 CC-SA 라이선스로 배포한 글로벌 세계대백과사전의 내용을 기초로 작성된 글이 포함되어 있습니다.